# Théâtre des Nouveautés
Le théâtre des Nouveautés est une salle de spectacle parisienne dont l'emplacement a varié au fil des siècles. À ne pas confondre avec celui de Bruxelles de Jean-Baptiste Meeûs (1779-1856) qui eut également ses heures de gloire.

## Historique

### 1827-1832: le premier, rue Vivienne
Par un arrêté ministériel de décembre 1825, Cyprien Bérard est remplacé à la direction du théâtre du Vaudeville par Marc-Antoine Désaugiers. En dédommagement, le ministère de l'Intérieur lui accorde un privilège spécial pour qu'il puisse exploiter un nouveau théâtre.
Le premier théâtre des Nouveautés est inauguré le 1er mars 1827 au 27 bis, rue Vivienne, en face de la Bourse (2e arrondissement) par Cyprien Bérard, ancien directeur du théâtre du Vaudeville. Cette salle, construite d'après les plans de l'architecte François Debret, est bâtie à l'emplacement du passage Feydeau qui reliait la rue des Filles-Saint-Thomas au théâtre Feydeau, détruit en 1829. La programmation est composée de vaudevilles, d'opéras-comiques (Hector Berlioz y fut choriste quelques mois) et des pièces satiriques et politiques. En juillet 1828, Cyprien Bérard transmet le privilège à Nicolas Langlois. Il va céder l'exploitation du théâtre à Emmanuel Théaulon de Lambert, puis quelques semaines plus tard, à Adolphe Bossange, mais reste directeur privilégié. Incapable de faire face aux interdictions de la censure et victime de sa rivalité avec la troupe de l'Opéra-Comique, qui refuse de partager son privilège. Nicolas Langlois dépose son bilan le 15 février 1832 et le théâtre doit fermer ses portes.
Il est aussitôt repris par l'Opéra-Comique, contraint de quitter la salle Ventadour dont le loyer est trop élevé. En 1840, lorsque la troupe de l'Opéra-Comique prend possession de la salle Favart, alors appelée « salle de la Bourse », elle est remplacée à son tour par la troupe du Vaudeville. Le théâtre ferme définitivement en 1869 et est immédiatement démoli.

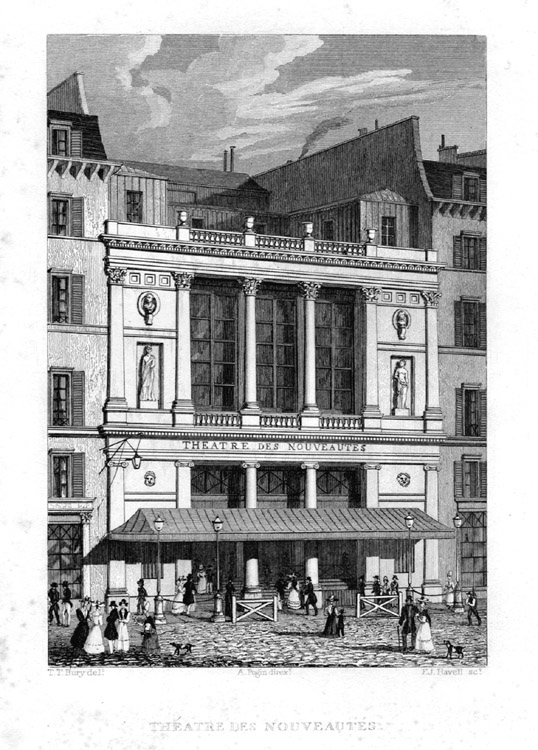
Le théâtre des Nouveautés vers 1827.
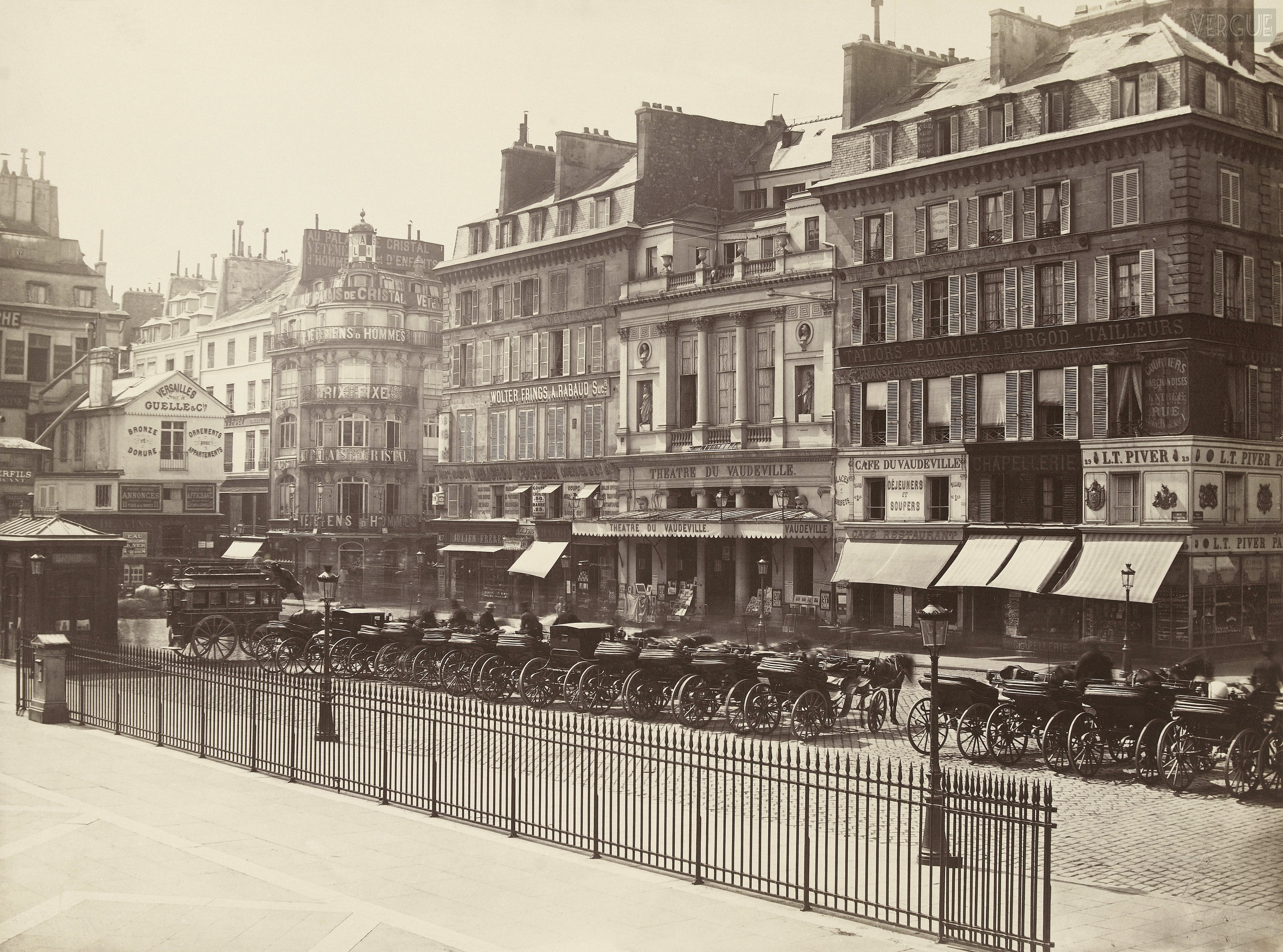
Le théâtre vers 1855.

### 1866 - 1873: le deuxième, rue du Faubourg-Saint-Martin
En 1862, la rue Le Peletier est prolongée entraînant la fermeture de la « salle des Délassements-Comiques », rue de Provence. Un des comédiens, Lucien Gothi, conduit ses camarades à une salle de spectacles, la salle Raphaël, 6 rue du Faubourg-Saint-Martin (10e arrondissement), où on donnait des spectacles de physique amusante. Charles Delalande, architecte du propriétaire M. de Naurois, transforme la salle qui prend le nom de « théâtre du Passe-Temps ». Le théâtre est acheté par un journaliste, Jules Rouqette (1828-1888), qui le nomme « théâtre des Nouveautés ». Il a été remplacé par Eugène Hugot.
Après plus de trente ans d'éclipse, un deuxième théâtre des Nouveautés est inauguré le 7 avril 1866. Mais un incendie ravage entièrement la nouvelle salle huit mois seulement après son ouverture, le 3 décembre 1866. Reconstruit en moins de trois mois, le théâtre rouvre le 28 janvier 1867. Eugène Hugot est remplacé. Six directeurs se succèdent jusqu'en avril 1870. Elle est fermée entre le 19 avril 1870 et le 31 mars 1871. Le Théâtre rouvre en septembre 1871 avec pour directeurs Charles Robin et M. Le Poitevin de L'Egreville qui laissent leur place pour quelques mois à Charles Chincholle puis Arthur Chédivy. Le 6 octobre 1873, le théâtre passe aux mains d-Hippolyte Lemonier qui lui donne son ancien nom de Délassements-Comiques mais ne peut améliorer son sort. Il est démoli définitivement en 1878.

### 1878-1911: le troisième, boulevard des Italiens

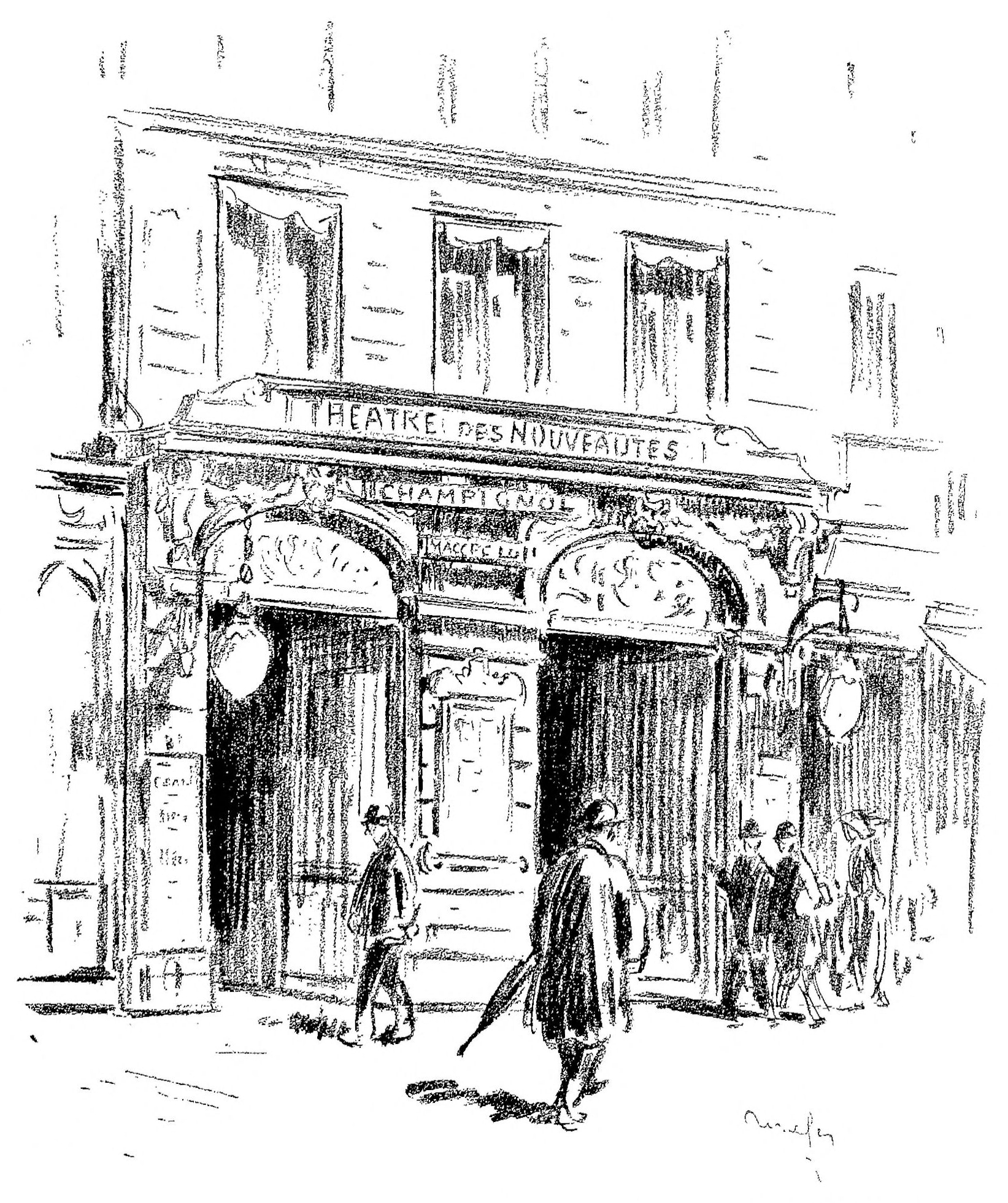
Le théâtre des Nouveautés en 1911.

C'est au numéro 28 du boulevard des Italiens (9e arrondissement) que Jules Brasseur qui avait été acteur pendant plus de vingt ans au théâtre du Palais-Royal, décide d'établir, en collaboration avec Mme Micheau, directrice du Théâtre royal du Parc à Bruxelles, un nouveau théâtre. Il est situé sur l'emplacement où avaient été construits, en 1864, une salle de concert et d'exposition picturale et de 1865 à 1869, les premières Fantaisies-Parisiennes, entièrement reconstruite une première fois en 1875 pour laisser la place à une salle plus pratique et décorée avec soin, baptisée Folies-Ollier, spectacle rival des Folies-Bergère. Cette salle était un long boyau que Delalande, architecte, démolit pour faire une bonbonnière de forme ronde, à trois étages, contenant 1 000 places et qui est décorée dans le style de Watteau par Auguste Rubé et Philippe Chaperon. Cette salle devait reprendre le nom de Fantaisies-Parisiennes, mais pendant qu'on la construisait le théâtre Beaumarchais s'empara de ce titre et c'est celui des Nouveautés qu'on adopta sans raison définitive
Le 12 juin 1878 a lieu l'inauguration du théâtre des Nouveautés fondé par Jules Brasseur. Après la mort de Brasseur, survenue en 1890, la direction passe au fils de son ancienne associée, Henri Micheau. Henri Micheau a fait du théâtre des Nouveautés une des scènes les plus originales et les plus importantes de Paris. Il crée un genre en marge des traditions du Palais-Royal, un genre essentiellement français, tout de légèreté et de finesse, où la fantaisie avait sa part à côté de l'observation. C'est chez lui et avec lui qu'Alphonse Allais, Alfred Capus, Georges Feydeau et de très nombreux écrivains font leurs débuts au théâtre et connaissent leurs premiers succès.
Le 30 juin 1911, à la 1032e représentation de Champignol malgré lui Henri Micheau doit fermer son théâtre, dont la salle était condamnée avec les immeubles sur lesquels ont été construites les maisons neuves qui bordent aujourd'hui la rue des Italiens.

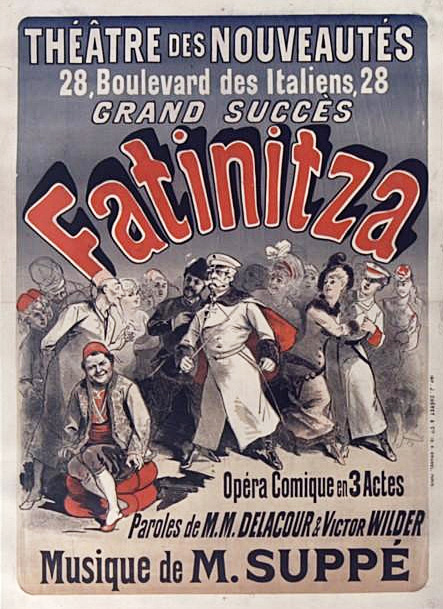
Fatinitza (1879).
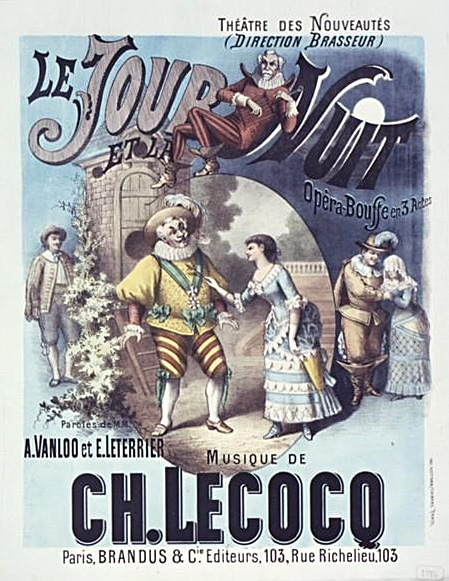
Le Jour et la Nuit (1881).
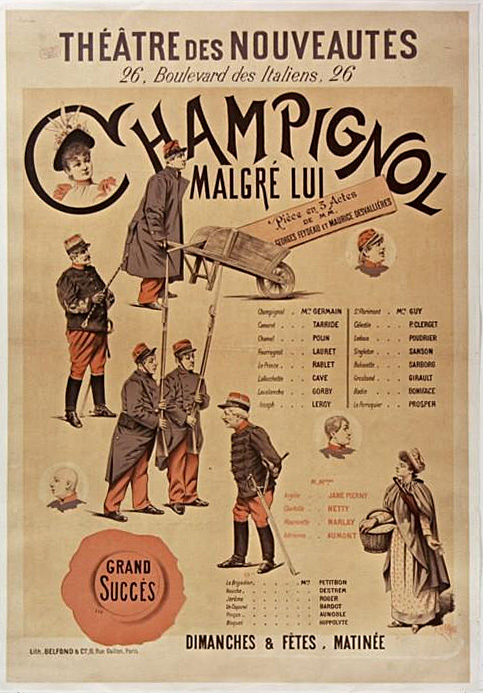
Champignol malgré lui (1893).
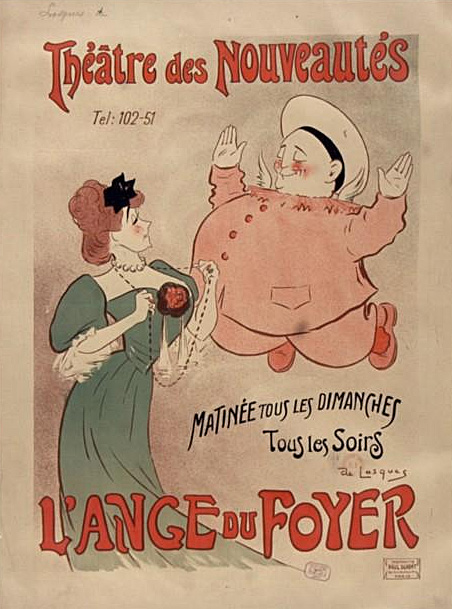
L'Ange du foyer (1905).

### Depuis 1921: la salle actuelle, boulevard Poissonnière

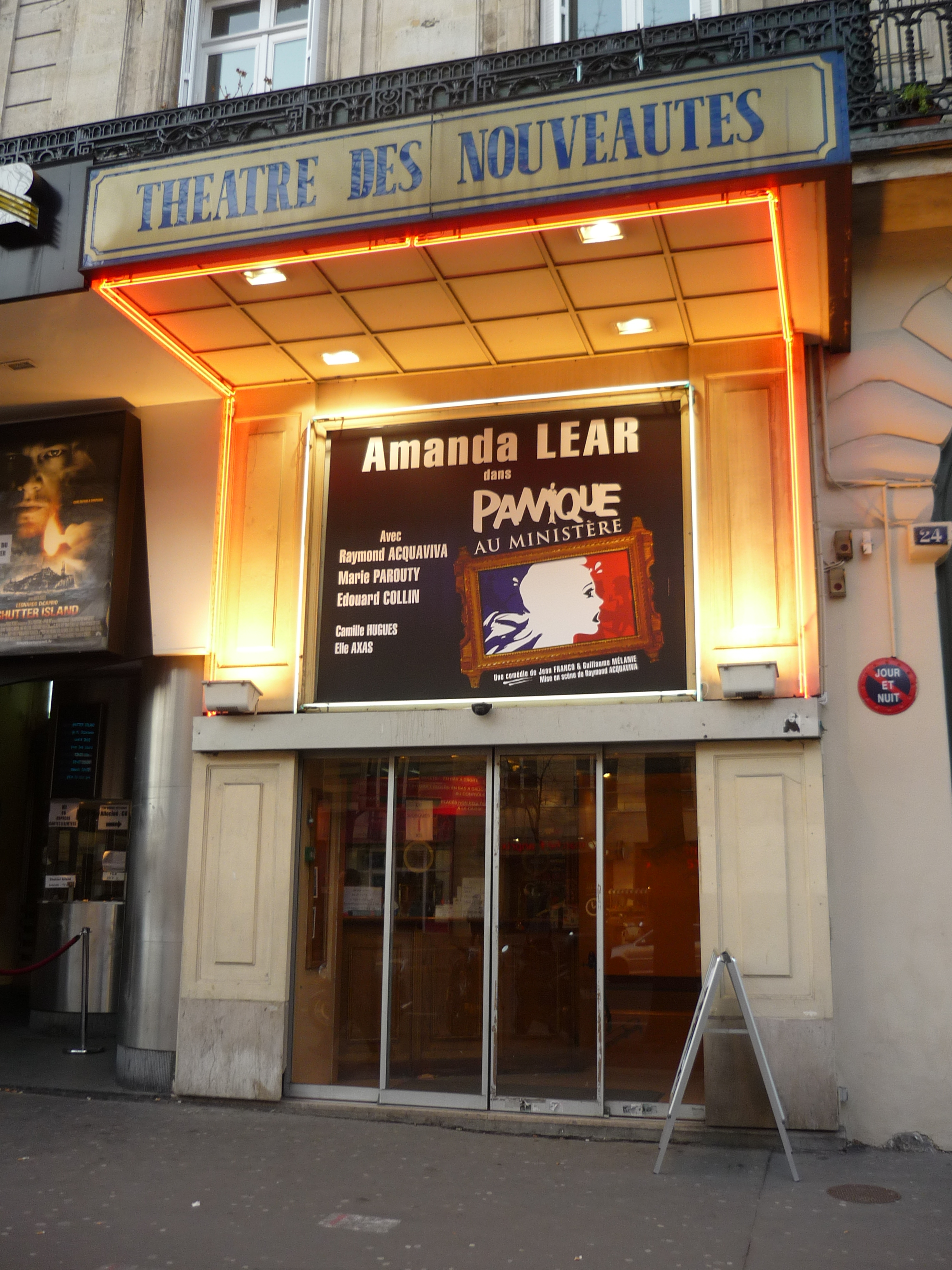
Le Théâtre des Nouveautés en 2010.

L'actuel théâtre des Nouveautés s'établit au 24, boulevard Poissonnière (9e arrondissement) en 1921, sous l'impulsion de Benoît-Léon Deutsch (1892-1982) qui en assure la direction avec la collaboration de Gilbert Dupé. Construite par l'architecte Adolphe Thiers et dotée de 585 places, la salle est inaugurée le 21 avril 1921 avec La Journée des surprises de Jean Bouchor. La programmation est consacrée aux opérettes (dont celles de Maurice Yvain) et aux comédies.
Gilbert Dupé succède à Benoît-Léon Deutsch de 1961 à 1973. Denise Moreau-Chantegris prend la relève en septembre 1973.
En 2010, Pascal Legros prend la direction du théâtre. La même année, 50 théâtres privés parisiens réunis au sein de l’Association pour le soutien du théâtre privé (ASTP) et du Syndicat national des directeurs et tourneurs du théâtre privé (SNDTP), dont font partie les Nouveautés, décident d'unir leur force sous une enseigne commune : les Théâtres parisiens associés.

## Répertoire

### Années 2000
- 2005 : 1,2,3 Sardines de Sylvie Audcoeur, David Basant, Olivier Yéni, mise en scène Jean-Luc Moreau (24 septembre)
- 2005 : Hold-up de Jean Barbier, mise en scène Jean-Luc Moreau, avec Jacques Balutin, Henri Guybet (18 novembre)
- 2006 : Clémentine de Jean Barbier, mise en scène Jean-Pierre Dravel et Olivier Macé, avec Jean-Pierre Castaldi, Marthe Mercadier (18 février)
- 2007 : La Valse des pingouins de Patrick Haudecœur, mise en scène Jacques Décombe (12 janvier)
- 2007 : Eric Baert, le gentleman imitateur, mise en scène Olivier Lejeune (2 octobre)
- 2008 : Ma femme est parfaite de Jean Barbier, mise en scène Éric Hénon, avec Patrice Laffont, Vannick Le Poulain (15 janvier)
- 2008 : Ma femme s'appelle Maurice de Raffy Shart, mise en scène Jean-Luc Moreau, avec Georges Beller, Maurice Risch (17 juillet)
- 2009 : Ma femme est folle de Jean Barbier, mise en scène Jean-Pierre Dravel et Olivier Macé, avec Georges Beller, Steevy Boulay (10 janvier)
- 2009 : Un oreiller ou trois ? de Ray Cooney et Gene Stone, adaptation Stewart Vaughan et Jean-Claude Islert, mise en scène Olivier Belmondo, avec Delphine Depardieu, Paul Belmondo (2 octobre)

### Années 2010

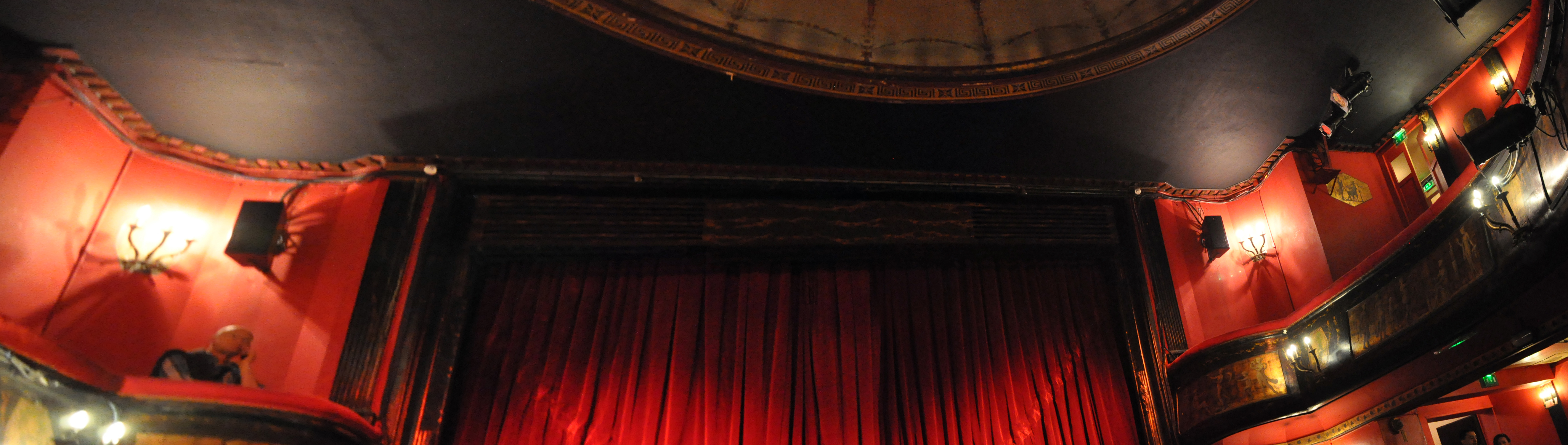
Loges du théâtre des Nouveautés.

- 2010 : Panique au ministère de Jean Franco et Guillaume Mélanie, mise en scène Raymond Acquaviva, avec Amanda Lear (20 janvier)
- 2010 : Barbara 20 ans d'amour de Bruno Agati, Roland Romanelli (15 février)
- 2010 : Attention c'est show de Roland Magdane (17 avril)
- 2010 : Drôle de couple de Neil Simon, mise en scène Anne Bourgeois, avec Martin Lamotte (5 octobre)
- 2010 : Le Gai Mariage de Gérard Bitton et Michel Munz, mise en scène José Paul, Agnès Boury, avec Patrick Zard (15 octobre)
- 2010 : Motordu de PEF, mise en scène Bruno Denecker (23 octobre)
- 2011 : Mon meilleur copain d'Éric Assous, mise en scène Jean-Luc Moreau, avec Dany Brillant, Roland Marchisio (29 septembre)
- 2012 : Un stylo dans la tête de Jean Dell, mise en scène Jean-Luc Moreau, avec Francis Perrin (20 janvier)
- 2012 : How to Become Parisian in One Hour? de et avec Olivier Giraud
- 2013 : Cher trésor de Francis Veber, mise en scène Francis Veber, avec Gérard Jugnot (20 janvier)
- 2013 : How to Become Parisian in One Hour? de et avec Olivier Giraud
- 2014 : Le Placard de Francis Veber, avec Élie Semoun et Laurent Gamelon
- 2014 : How to Become Parisian in One Hour? de et avec Olivier Giraud
- 2015 : Le Tombeur de Robert Lamoureux, mise en scène Jean-Luc Moreau, avec Michel Leeb et Guy Lecluyse
- 2015 : How to Become Parisian in One Hour? de et avec Olivier Giraud
- 2019 : Compromis de Philippe Claudel, mise en scène Bernard Murat, avec Pierre Arditi, Michel Leeb et Stéphane Pezerat
- 2021 : Un chalet à Gstaad écrite et mise en scène par Josiane Balasko, avec Josiane Balasko, Armelle, Justine Le Pottier, Philippe Uchan, Stéphan Wojtowicz et George Aguilar.
- 2022 : Une situation délicate de Alan Ayckbourn, adaptation française par Gérald Sibleyras, mise en scène par Ladislas Chollat, avec Gérard Darmon, Clotilde Courau, Max Boublil et Elodie Navarre.
- 2022 : Qu'est-ce que sexe ? de Richard Heering, mise en scène par Gérard Moulevrier, avec Michel Leeb.